# راگبی (ایندیانا)
راگبی (به انگلیسی: Rugby) یک منطقهٔ مسکونی در ایالات متحده آمریکا است که در شهرستان بارتولما، ایندیانا واقع شده‌است. راگبی ۲۳۵٫۰ متر بالاتر از سطح دریا واقع شده‌است.